# Rik Vandekerckhove
Rik Vandekerckhove (Brugge, 26 april 1932 - Genk, 4 augustus 1990) was een Belgische politicus voor de Volksunie (VU).

## Levensloop
Vandekerckhove volgde Latijn-Griekse humaniora aan het Sint-Amandscollege van Kortrijk, promoveerde in 1957 tot doctor in de geneeskunde Katholieke Universiteit Leuven en volgde specialisaties aan de universiteiten van Amsterdam, Utrecht, Graz en Saarbrücken. In 1962 werd hij orthopedisch chirurg in het Sint-Jansziekenhuis van Genk. 
Tijdens zijn studies in Leuven was Vandekerckhove lid van het Jeugdcomité voor Beroep op het Volk en actief in het Katholiek Vlaams Hoogstudentenverbond. Van 1954 tot 1956 was hij hoofdredacteur van Ons Leven, het blad van het KVHV, en hij was ook redacteur van het scholierenblad De Goedendag. Ook werd hij voorzitter van de Genkse afdeling van het Davidsfonds en de Vlaamse Volksbeweging. Daarnaast was hij ook oprichter en eerste preses van de Leuvense faculteitskring voor artsen en biomedici in opleiding Medica.
In 1965 werd hij politiek actief voor de Volksunie en trad onmiddellijk toe tot het provinciaal comité van Limburg. Bij de mijnsluiting van Zwartberg in 1966 speelde hij samen met zijn partij een belangrijke rol en trok hij mee ten strijde om de mijn alsnog open te houden.
Voor de VU was hij van 1968 tot 1974 provincieraadslid van Limburg. Vervolgens zetelde hij van 1974 tot 1990 voor de partij als rechtstreeks verkozen senator voor de provincie Limburg in de Belgische Senaat, waar hij van 1985 tot 1987 secretaris en van 1988 tot aan zijn onverwachte dood in 1990 fractieleider van zijn partij was. Bovendien was hij van 1975 tot 1977 nationaal ondervoorzitter van de Volksunie en van 1970 tot 1976 gemeenteraadslid van Genk.
In de periode april 1974-oktober 1980 zetelde hij als gevolg van het toen bestaande dubbelmandaat ook in de Cultuurraad voor de Nederlandse Cultuurgemeenschap, die op 7 december 1971 werd geïnstalleerd. Vanaf 21 oktober 1980 tot aan zijn plotse overlijden in augustus 1990 was hij lid van de Vlaamse Raad, de opvolger van de Cultuurraad en de voorloper van het huidige Vlaams Parlement. 
Bovendien was hij van 1977 tot 1979 minister van Wetenschapsbeleid in de Regering-Tindemans IV en in de Regering-Vanden Boeynants II. Als minister slaagde hij erin om de Vlaamse achterstand inzake wetenschappelijk onderzoek ongedaan te maken. Daarnaast speelde hij een belangrijke rol in de oprichting van het Postuniversitair Centrum Limburg in 1965 en van de Economische Hogeschool Limburg in 1968. Na de stichting van het Limburgs Universitair Centrum in 1971 werd hij lid van het vast bureau van het LUC en vanaf 1974 lid van de parlementaire commissie van toezicht op het LUC.
Hij was gehuwd met Agnes Depestele (1934-2023) en vader van een dochter en drie zonen. Hij was tevens een jongere broer van CVP-politicus Robert Vandekerckhove.